# Ndemli
Pour les articles homonymes, voir Bandem.
Le ndemli (ou bandem, bayong, ndemba) est une langue bantoïde méridionale parlée au Cameroun dans la région du Littoral, le département du Nkam, à l'est de l'arrondissement de Yabassi, jusqu'à la rivière Bandem, également dans l'arrondissement de Nkondjock et dans celui de Yingui, au nord de Yingui.
En 1999, le nombre de locuteurs était estimé à 10 000.